# (1448) Lindbladia
(1448) Lindbladia (désignation provisoire 1938 DF) est un astéroïde de la ceinture principale.

## Description
(1448) Lindbladia est un astéroïde de la ceinture principale. Il fut découvert le 16 février 1938 à Turku par Yrjö Väisälä. Son nom est un hommage à l'astronome suédois Bertil Lindblad.
Il présente une orbite caractérisée par un demi-grand axe de 2,37 UA, une excentricité de 0,18 et une inclinaison de 5,8° par rapport à l'écliptique.

## Compléments